# Tetrix subulatoides
Tetrix subulatoides is een rechtvleugelig insect uit de familie doornsprinkhanen (Tetrigidae). De wetenschappelijke naam van deze soort is voor het eerst geldig gepubliceerd in 2006 door Zheng, Zhang, Yang & Wang.